# إستر إي. وود
إستر إي. وود (بالإنجليزية: Esther E. Wood)‏ هي مؤرخة وبروفيسورة وكاتِبة وصحفية أمريكية، ولدت في 2 سبتمبر 1905 في Blue Hill, Maine ‏ في الولايات المتحدة، وتوفي بنفس المكان في 1 ديسمبر 2002.